# نوري بارامور
نوري بارامور (بالإنجليزية: Norrie Paramor)‏ (15 مايو 1914 - 9 سبتمبر 1979) كان من أفضل منتجي الموسيقى المعروفين، وأيضا ملحن وموزع وقائد أوركسترا بريطاني بدأ مشواره في الاربعينات الميلادية، ولكن لم يشتهر الا في اوائل الخمسينات.زادت شهرته بعد أن أصبح لاحقا منتجا للمغني الشهير كليف ريتشارد وفرقة ذو شادوز.توفي عام 1979.

## روابط خارجية
- نوري بارامور على موقع IMDb (الإنجليزية)
- نوري بارامور على موقع ميوزك برينز (الإنجليزية)
- نوري بارامور على موقع أول ميوزيك (الإنجليزية)
- نوري بارامور على موقع ديسكوغز (الإنجليزية)
- نوري بارامور على موقع قاعدة بيانات الفيلم (الإنجليزية)